# Stanisław Wincenty Jabłonowski
Stanisław Wincenty Jabłonowski herbu Prus III (ur. styczeń 1694, zm. 25 września 1754 w Lubartowie) – książę na Ostrogu, Bułszowie, Niżniowie, Krzewinie, Płużnem, wojewoda rawski od 1735, starosta świecki, międzyrzecki (od 1731), białocerkiewski (od 1722), pisarz i poeta.

## Życiorys
Syn wojewody ruskiego i wołyńskiego Jana Stanisława, i margrabianki Joanny de Béthune. Był bratem Jana Kajetana. Do chrztu trzymał go Jan III Sobieski.
W 1733 roku podpisał elekcję Stanisława Leszczyńskiego, a w listopadzie roku 1734 przystąpił do konfederacji dzikowskiej. 16 kwietnia 1744 wyrobił sobie u cesarza Karola VII tytuł książęcy. 
Odznaczony polskim Orderem Orła Białego w 1735, a także bawarskim Orderem św. Huberta i francuskim Orderem św. Ducha. 
W rzeczywistości nie odgrywał znaczącej roli w polityce Rzeczypospolitej.
Fundator wielu budowli sakralnych, m.in. kościoła Paulinów w Niżniowie, kaplicy Jabłonowskich przy bazylice jasnogórskiej w Częstochowie, kaplicy św. Feliksa przy kościele kapucynów we Lwowie, ołtarza Pana Jezusa Miłosiernego w katedrze lwowskiej oraz współfundator wystroju kościoła karmelitów w Bołszowcach, jak również rozbudowanego pomnika ojca i epitafium małżonki w kościele jezuickim we Lwowie. Właściciel: pałaców w Krzewinie, Niżniowie oraz w Płużnem, które wzniósł od podstaw i otoczył ogrodami.
Jego pierwszą żoną była Joanna (zm. 1726), córka Jerzego Potockiego, starosty grabowieckiego i tlumackiego, drugą – Dorota (zm. 1774), córka Piotra Bronisza, kasztelana kaliskiego i starosty pyzdrskiego.

## Twórczość

### Dzieła literackie
- Pamiętne uprowadzenie wojska z cieśni Bukowińskiej przez J. W. Imci Pana Stanisława Jabłonowskiego, wojewody(!) i gen. ziem ruskich, hetm. w. kor. w R. P. tysiącznym sześćsetnym ośmdziesiątym piątym uczynione, a w roku tysiącznym siedmsetnym czterdziestym piątym wydane[6], Zamość 1745, (dedykowane J. A. Jabłonowskiemu)
- Siedem łez grzesznika pokutującego, z uwagami ascetycznymi, Lwów brak roku wydania, (wyd. pod allonimem nie wymienionym przez Estreichera)
- Pamiętnik... 1734-1737, rękopis: Ossolineum, sygn. 2249/III.

### Mowy
- Mowa... na senatus consilium w Wschowie d. 16 Maii a. 1742[7], brak miejsca i roku wydania.

### Przekłady
- Historia życia, męczeństwa i cudów ś. Jana Nepomucena, kanonika pragskiego, dla sakramentalnego spowiedzi sekretu nie przełamanym statkiem dochowanego, w rzecze Mołdawie utopionego... Drukiem podana r. 1729, a teraz z łacińskiego po polsku przetłumaczona, r. 1740,[8] Częstochowa-Jasna Góra 1740
- A. N. Amelot de la Houssaye: Tacyt polski, albo raczej moralia Tacyta nad pochlebstwem, Lwów 1744.